# 美國陸軍第9步兵師
第9步兵師（英語：9th Infantry Division）是美國陸軍已解編的師級部隊，建立於第一次世界大戰期間，但沒有被派至海外。後來投入第二次世界大戰和越南戰爭。1972年至1991年在駐紮在路易斯堡，冷戰結束後被裁撤。